# Österreichische Konferenz für Berufsbildungsforschung
Die Österreichische Konferenz für Berufsbildungsforschung ist eine zweijährlich stattfindende wissenschaftliche Konferenz, die sich dem fachlichen Austausch schwerpunktmäßig in der österreichischen Berufsbildungs- und Erwachsenenbildungsforschung widmet.

## Agenden
Ziel ist die Vernetzung, der wissenschaftliche Austausch und die Weiterentwicklung der Qualität in der Forschung. Im Rahmen der Konferenz wird durch das Bundesministerium für Bildung, Wissenschaft und Forschung auch der Österreichische Berufsbildungsforschungspreis als Nachwuchspreis vergeben.

## Organisation
Als Veranstalter fungiert die Österreichische Gesellschaft für Forschung und Entwicklung im Bildungswesen (ÖFEB, Sektion Berufs- und Erwachsenenbildung). Die Veranstaltungen werden vom Bundesministerium für Unterricht, Kunst und Kultur bzw. seit 2013 für Bildung und Frauen (BMUKK, BMBF), der Arbeitsgemeinschaft Berufsbildungsforschung Austria (abf-Austria), vom Arbeitsmarktservice Österreich (AMS, seitens des  AMS-Forschungsnetzwerkes) und der Arbeiterkammer Oberösterreich finanziell und organisatorisch unterstützt. Als Veranstaltungsort fungiert ab dem Jahr 2021 die Universität Klagenfurt.
Das Konferenzbüro der ÖFEB-Sektion ist aktuell am Institut für Erziehungswissenschaft und Bildungsforschung der Universität Klagenfurt eingerichtet.

## Liste der einzelnen Konferenzen
| Ausgabe | Jahr | Datum          | Ort        | Schwerpunktthema                                                                                        |
| ------- | ---- | -------------- | ---------- | --- |
| 1.      | 2008 | 3. bis 4. Juli | Steyr      | Öffnung von Arbeitsmärkten und Bildungssystemen – Migration, Mobilität, Integration                     |
| 2.      | 2010 | 8. bis 9. Juli | Steyr      | Turbulenzen auf Arbeitsmärkten und in Bildungssystemen. Schnittstellen, Übergänge, Durchlässigkeiten    |
| 3.      | 2012 | 5. bis 6. Juli | Steyr      | Neue Lernwelten als Chance für alle. Traditionen, Trends, Brüche                                        |
| 4.      | 2014 | 3. bis 4. Juli | Steyr      | Kompetent – wofür? Beruflichkeit, Persönlichkeitsbildung, Life-Skills                                   |
| 5.      | 2016 | 7. bis 8. Juli | Steyr      | Berufsbildung, eine Renaissance? Motor für Innovation, Beschäftigung, Teilhabe, Aufstieg, Wohlstand,... |
| 6.      | 2018 | 5. bis 6. Juli | Steyr      | Bildung = Berufsbildung?!                                                                               |
| 7.      | 2021 | 8. bis 9. Juli | Klagenfurt | WIE wollen wir ARBEITEN? Berufliches Lernen zwischen Tradition und Transformation                       |
| 8.      | 2022 | 6. bis 8. Juli | Klagenfurt | Krise und Nachhaltigkeit – Herausforderungen für berufliche Bildung                                     |